# イトスギ
イトスギ（糸杉、学名：Cupressus）は、ヒノキ科イトスギ属の総称。サイプレス（英: Cypress）、セイヨウヒノキ（西洋檜）ともいう。世界中で公園樹や造園樹として重用される。
ヒノキ科の模式であり、ヒノキ科は英語では Cypress family（サイプレス科）と呼ばれる。

## 形態・生態
枝はあまり広がらずに幹が高く成長し、非常に細く高い独特の樹冠を形成する。

自然にはヨーロッパ，北アメリカ，アジア等に分布する。

## 人間との関わり
街路樹や公園樹に使われ、イギリスの邸宅ではドアがイトスギで作られる。腐敗しにくいため、建築材、彫刻、棺などに幅広く使用されてきた。きれいな円錐形になるため、クリスマスツリーに使われるが、死の象徴であるため、墓地によく植えられる。観賞用の品種が栽培される。またフラメンコギターには側板裏板にイトスギを使用する。
イエス・キリストが磔にされた十字架は、この木で作られたという伝説がある。ギリシア神話では、美少年キュパリッソスが姿を変えられたのがイトスギだとされる。
欧米では上記のキュパリッソスの逸話から、死や喪の象徴とされる。文化や宗教との関係が深く、古代エジプトや古代ローマでは神聖な木として崇拝されていたほか、キプロス（Kypros, 英: Cyprus）島の語源になったともされている。フィンセント・ファン・ゴッホが好んで絵画の題材に使った。
イトスギは、生命や豊穣のシンボルでもある。死と生の双方にまたがるイトスギの象徴性が意識された作例には、レオナルド・ダ・ヴィンチの『受胎告知』、フラ・アンジェリコの『聖コスマスとダミアンの斬首』、ファン・エイクの『神秘の子羊』、クラーナハの『楽園』などがある。

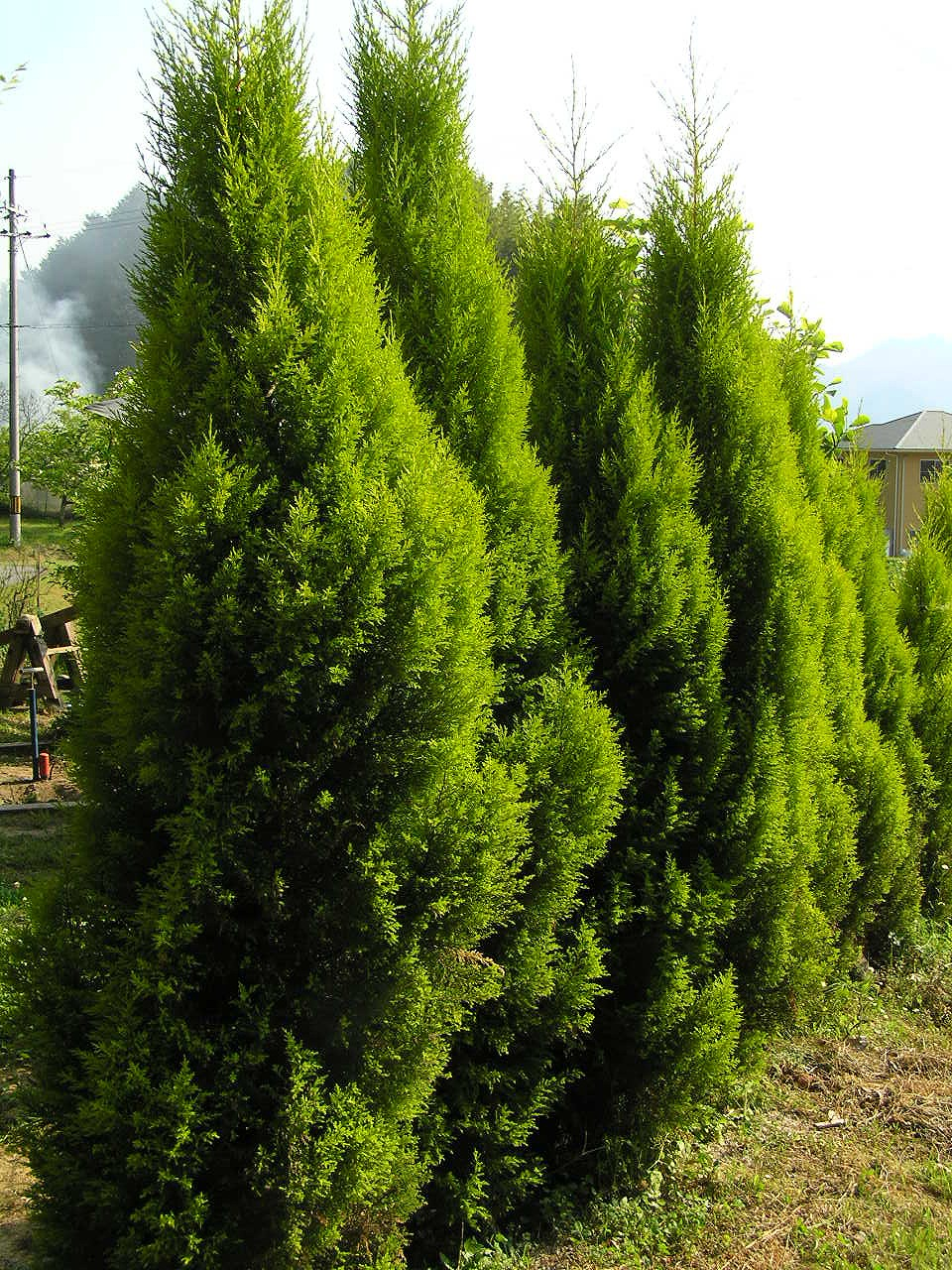
ゴールドクレスト
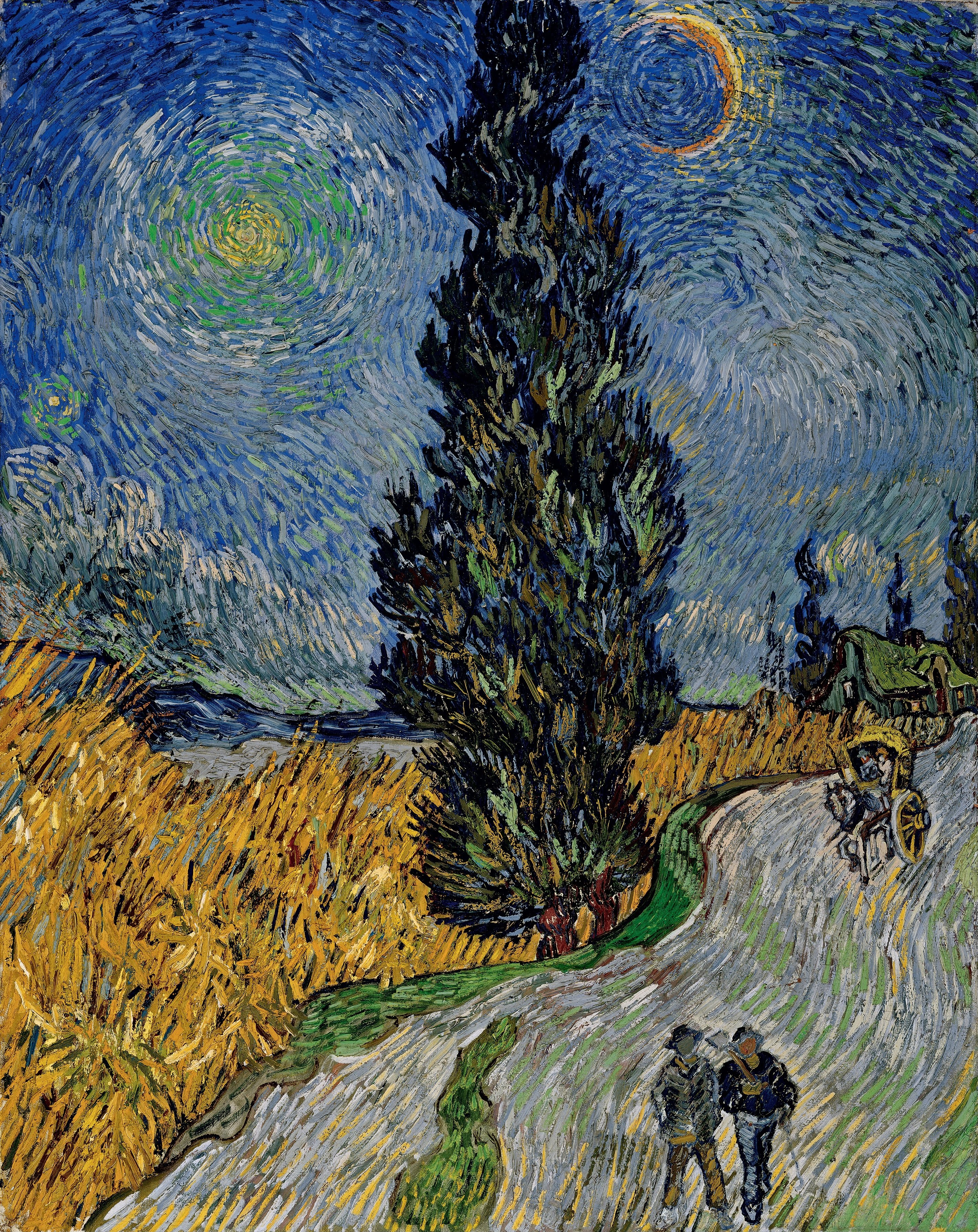
ゴッホ『糸杉と星の見える道』
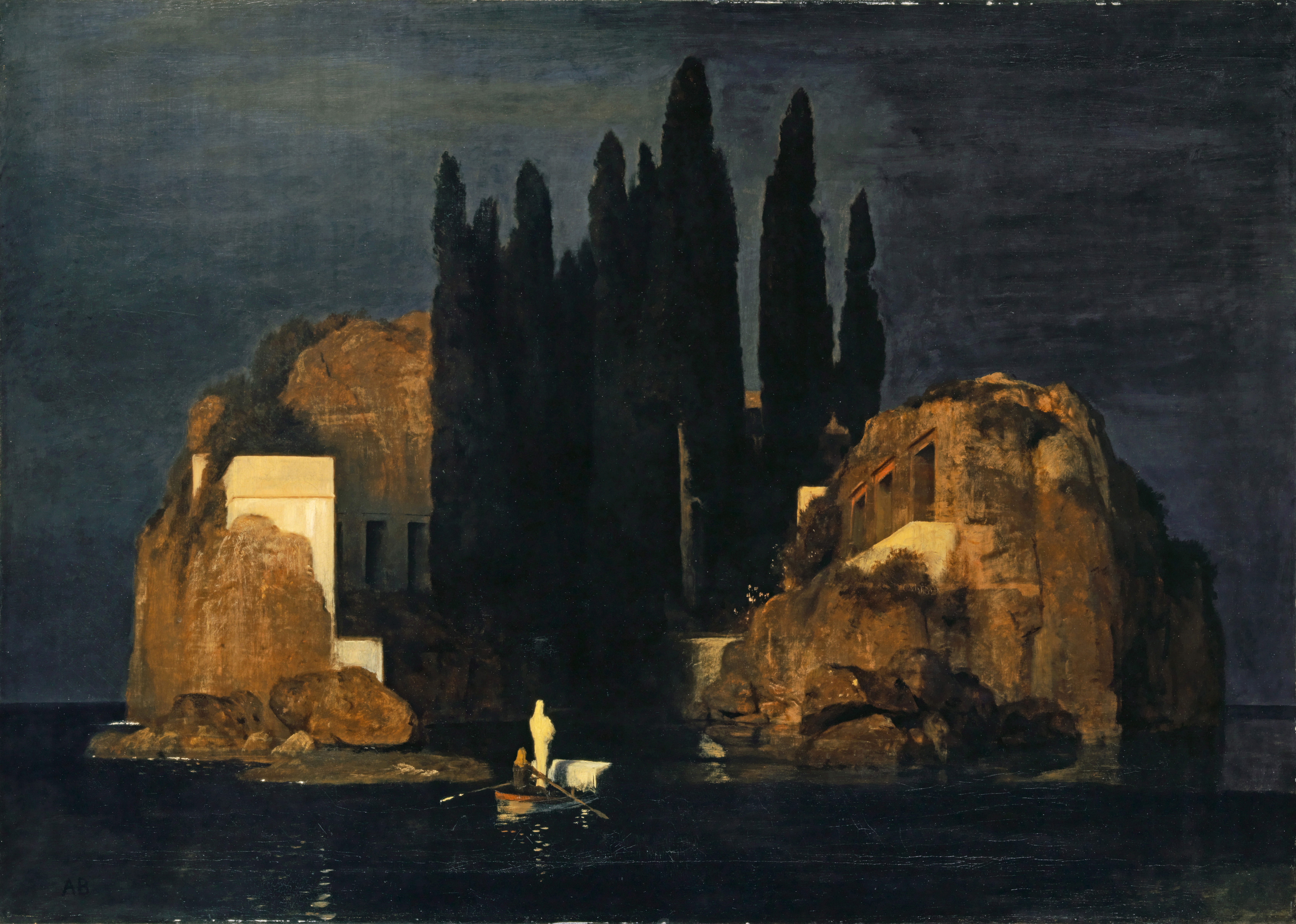
ベックリン『死の島』（1880年）
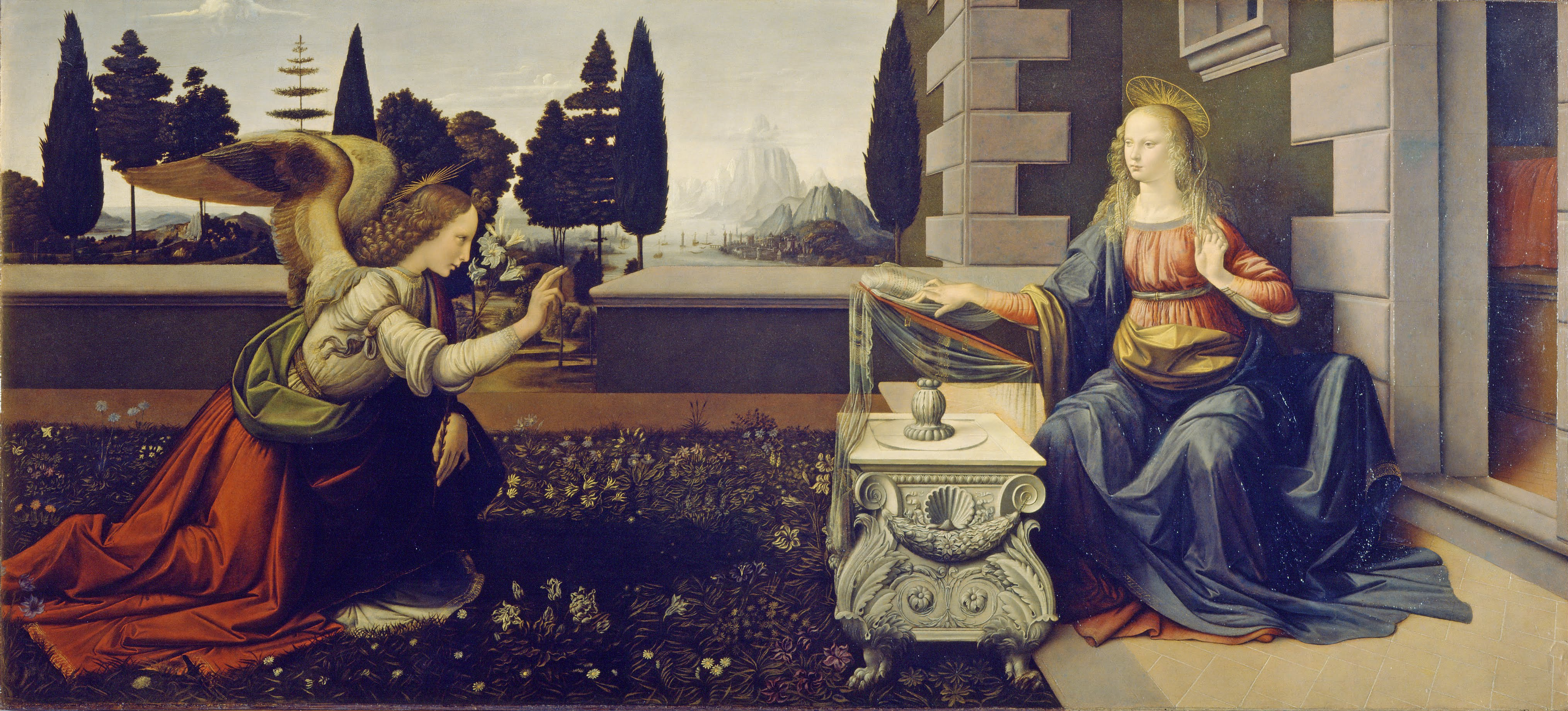
ダ・ヴィンチ『受胎告知』（1472年 - 1475年）

## 下位分類
代表的な種とその栽培品種は下記の通りである。
- Cupressus abramsiana
- Cupressus arizonica
- Cupressus atlantica
- Cupressus bakeri
- カシミールイトスギ Cupressus cashmeriana - ヒマラヤ山脈東部に分布。
- Cupressus chengiana
- Cupressus duclouxiana
- Cupressus dupreziana
- Cupressus forbesii
- シダレイトスギ Cupressus funebris
- Cupressus gigantea
- アリゾナイトスギ（ウスカワアリゾナイトスギ） Cupressus glabra（syn. C. arizonica） - アリゾナ州からメキシコ北部にかけて分布。
  - ブルーアイス (Blue Ice)
  - ピラミダリス (Pyramidalis)
  - サルフレア (Sulphurea)
  - オーレア (Aurea)
- Cupressus goveniana
- Cupressus guadalupensis
- メキシコイトスギ Cupressus lusitanica
- Cupressus macnabiana
- モントレーサイプレス（モントレーイトスギ） Cupressus macrocarpa  - カリフォルニア州モントレー周辺に分布。
  - クイーンクレスト (Queen Crest)
  - ゴールドクレスト (Gold Crest)
  - ウィルマ (Wilma)
- Cupressus nevadensis
- イエローシーダー Cupressus nootkatensis
- Cupressus sargentii
- ホソイトスギ（イタリアイトスギ） Cupressus sempervirens - 地中海沿岸からイランにかけて分布。
- Cupressus stephensonii
- オオイトスギ Cupressus torulosa

## 交雑種
- Cupressocyparis leylandii レイランドヒノキ - アラスカヒノキとの交雑種
  - シルバーダスト・ゴールドライダーなど

## ギャラリー

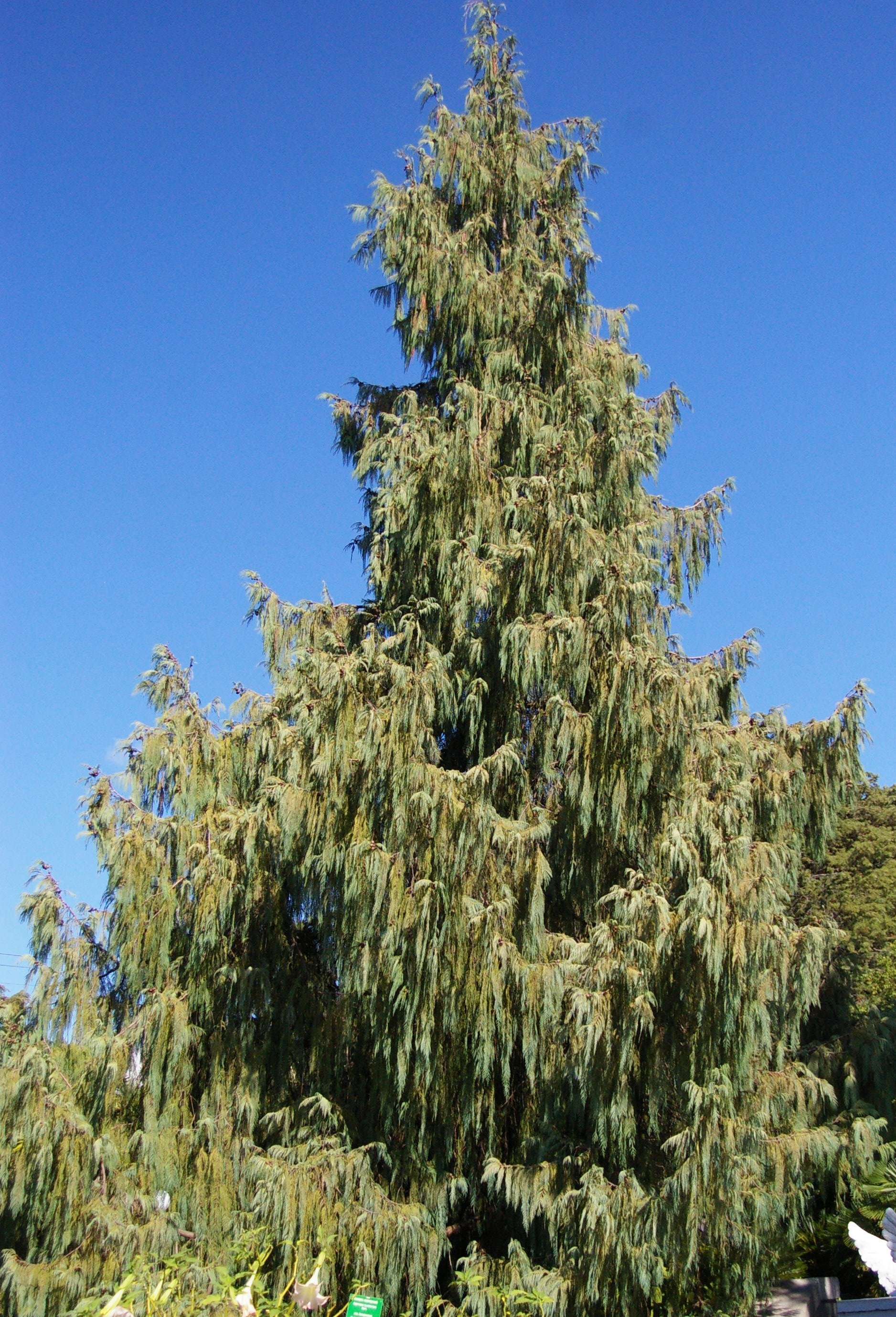
カシミールイトスギ（英語版）
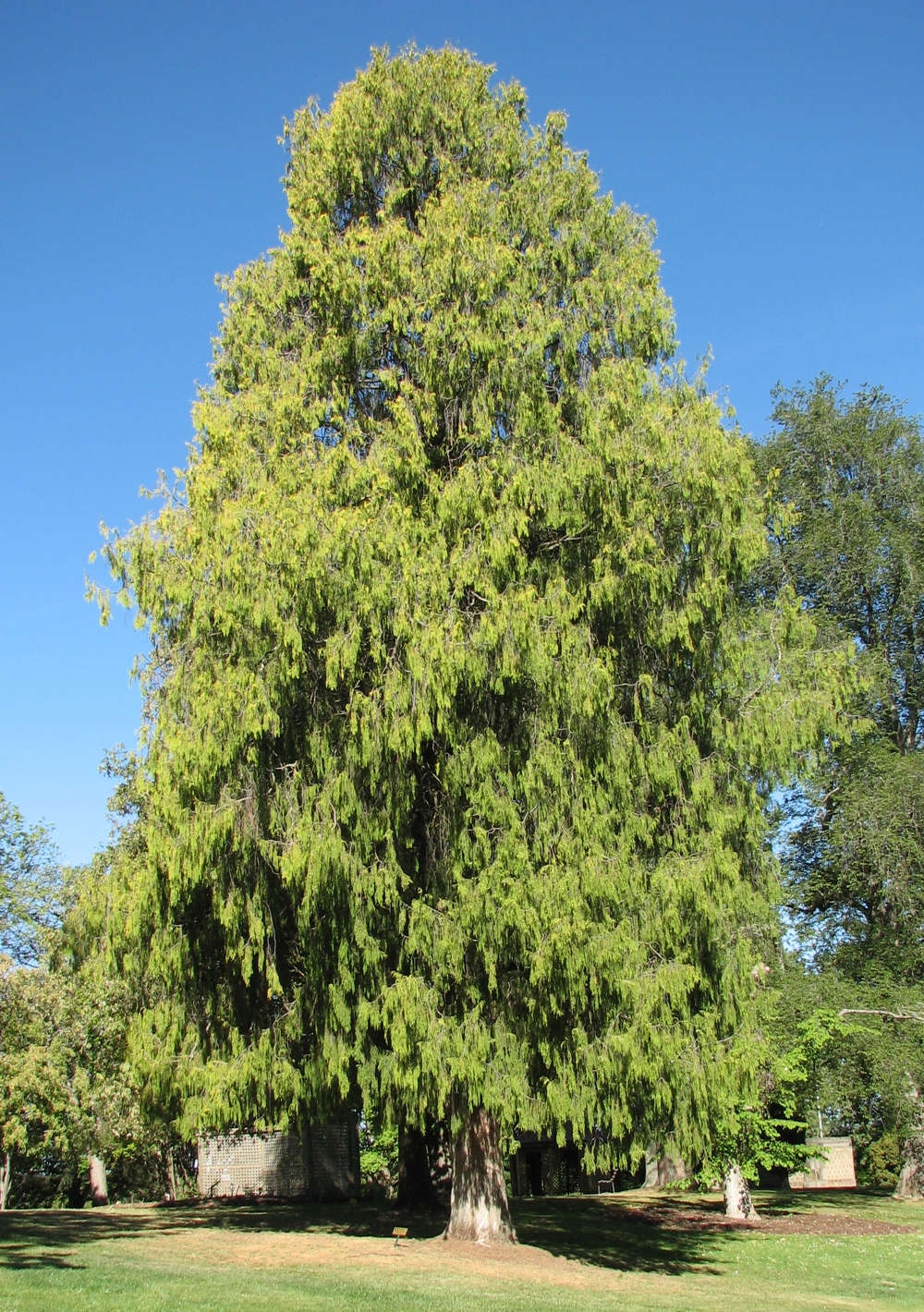
シダレイトスギ（英語版）
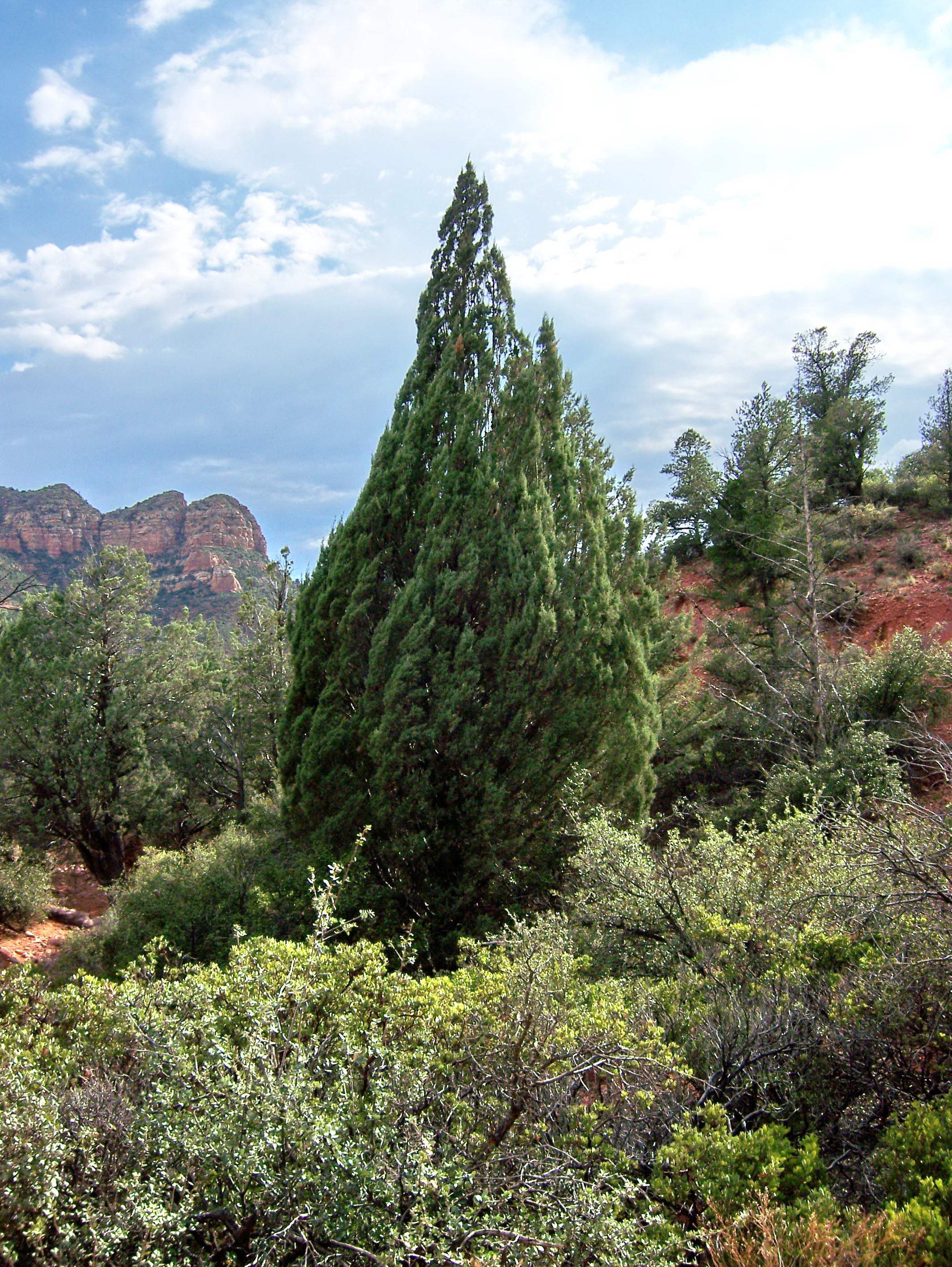
アリゾナイトスギ
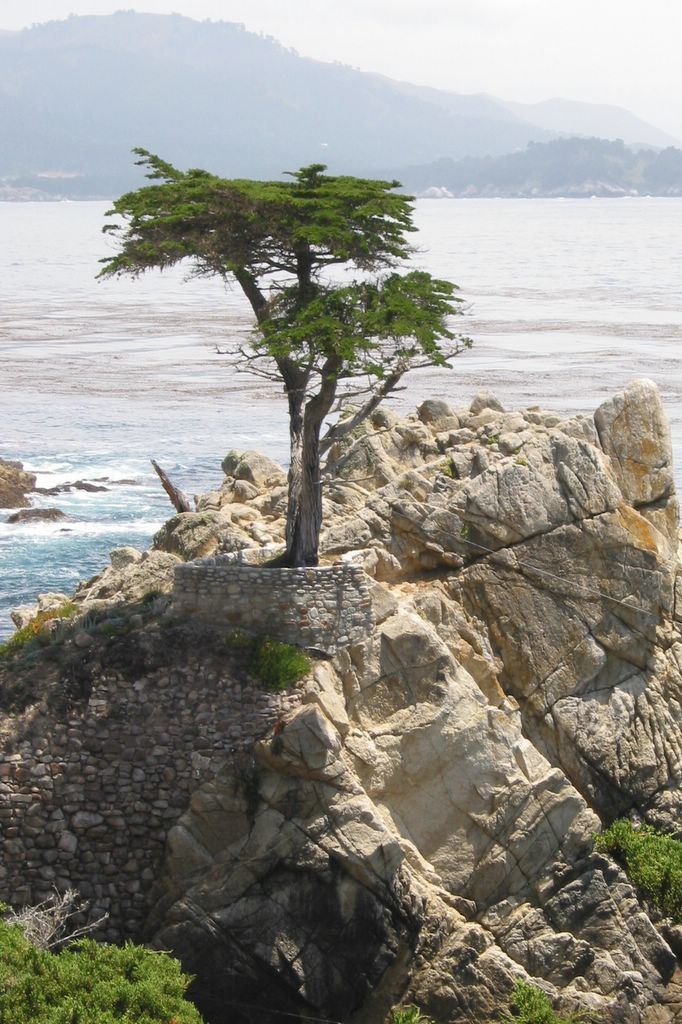
モントレーサイプレス（英語版）
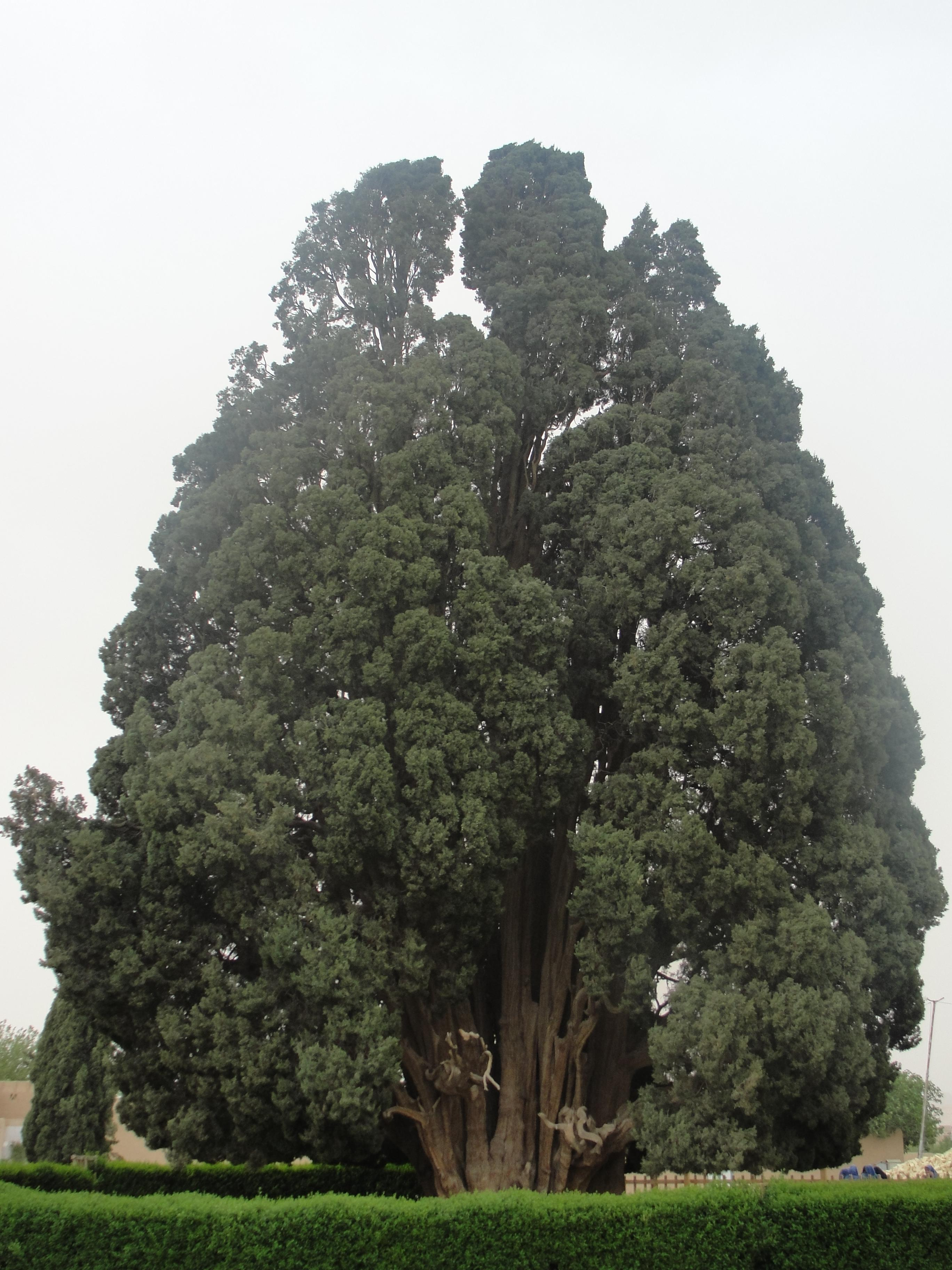
ホソイトスギ（英語版）
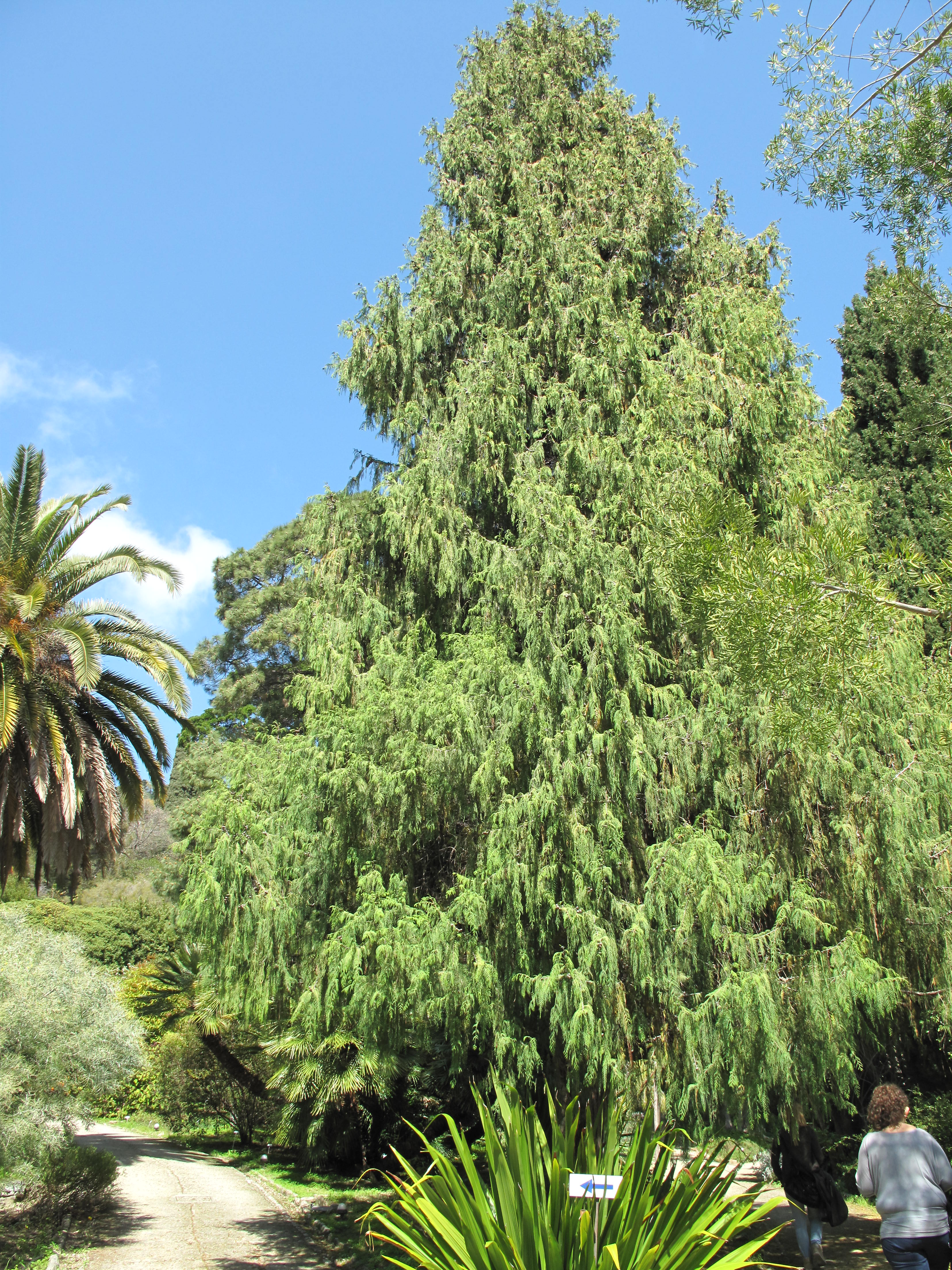
オオイトスギ（英語版）